# Polyrhachis osae
Polyrhachis osae är en myrart som beskrevs av Mann 1919. Polyrhachis osae ingår i släktet Polyrhachis och familjen myror. Inga underarter finns listade i Catalogue of Life.